# Anna Sydow

Anna Sydow, die „schöne Gießerin“

Anna Sydow (auch Anna Sidow, verheiratet Anna Dieterich; * um 1525; † 1575 in der Zitadelle Spandau) war die Geliebte des brandenburgischen Kurfürsten Joachim II. Im Volksmund war sie bekannt als die „schöne Gießerin“, da sie die Frau des Zeugmeisters und Geschützgießers Michael Dieterich war.
Sie ist eines der Urbilder der Weißen Frau, des „Hausgespenstes“ der Hohenzollern.

## Leben
Anna Sydow war die Tochter von Andreas Sydow und Gertraud Schneidewind. Eine jüngere Schwester Elisabeth war mit dem Prediger Joachim Pasche verheiratet.
Kurfürst Joachim soll sich die Anna Sydow zur Geliebten genommen haben, nachdem seine Frau Hedwig 1549 einen Unfall erlitten hatte, bei dem sie am Unterleib verletzt wurde und fortan nur noch an Krücken gehen konnte, was sowohl dem kurfürstlichen Ehegenuss als auch dem Jagdvergnügen Abbruch tat. Anna Sydow wohnte über viele Jahre im Jagdschloss Grunewald, das Joachim hatte erbauen lassen, und gebar ihm zwei Kinder. Der Kurfürst scheint sich öffentlich in Begleitung der „Gießerin“ und ihrer Kinder gezeigt zu haben, was zu (auch für ihn) vernehmlichem Murren der Untertanen führte. Er soll sich aber darauf nichts haben anmerken lassen und lediglich zur „Gießerin“ gesagt haben: „Kanst du nicht bey Seyte gehen?“ Eine Tochter wurde durch Joachim sogar geadelt und hieß Magdalene von Brandenburg, Gräfin von Arneburg (1558–1610). Ein 1562 geborener Sohn Andreas starb 1569 mit sieben Jahren. Der 1561 verstorbene Ehemann, der zuletzt Vorsteher der kurfürstlichen Gießhütte in Grimnitz in der Schorfheide war, konnte sich mit dem Verhältnis offenbar arrangieren. Aus der Ehe mit Dieterich stammten drei Kinder, darunter ein Sohn, Nicolaus, der von Kurfürst Joachim mit einem Dorf belehnt wurde.
Joachims Sohn und Nachfolger Johann Georg hatte seinem Vater 1561 ausdrücklich versprochen, die Mätresse nach dessen Tod zu schonen und zu schützen. 1562 wurde es ihm von Joachim noch einmal befohlen und 1570 hat Joachim in einem offenen Brief die Versorgung der Tochter Magdalene geregelt. Magdalene wurde von Johann Georg an den Hofrenteischreiber Andreas Cohlen verheiratet, wobei der Kurfürst dem Finanzbeamten die Frage „Willst du mein Schwager werden?“ gestellt haben soll. Entgegen allem Versprechen und dem väterlichen Befehl wurde Anna Sydow aber unmittelbar nach Joachims Tod 1571 in der Zitadelle Spandau inhaftiert und dort bis zu ihrem Tod 1575 im Juliusturm gefangen gehalten, wobei die ihr zur Last gelegte Erpressung wohl Vorwand war und sie, ebenso wie der gleichzeitig inhaftierte Hofjude Lippold Ben Chluchim, Opfer eines Justizverbrechens war. Am 1. Januar 1598, acht Tage vor Johann Georgs Tod soll sie diesem dann als „Weiße Frau“ erschienen sein.
Beim Umbau des Berliner Stadtschlosses soll 1709 ein weibliches Skelett gefunden worden sein, das man der „Weißen Frau“ zuschrieb und ehrenhaft beerdigte in der Hoffnung, den Spuk dadurch zu beenden. Nach einer anderen Version der Sage soll Anna Sydow im Jagdschloss Grunewald lebendig eingemauert worden sein.